# Mo församling, Göteborgs stift
Mo församling var en församling i Göteborgs stift i  Tanums kommun. Församlingen uppgick 2002 i Naverstad-Mo församling.

## Administrativ historik
Församlingen har medeltida ursprung. 
Församlingen var till 2002 annexförsamling i pastoratet Naverstad och Mo, som före 1658 även omfattade Enningdals församling i Norge.  Församlingen uppgick 2002 i Naverstad-Mo församling.

## Kyrkor
- Mo kyrka